# Garliava
Garliava is een stad in Litouwen, gelegen in het district Kaunas. De stad ligt 10 kilometer ten zuiden van Kaunas, aan de Via Baltica, een Europese weg die Helsinki met Praag verbindt. De stad werd in 1809 opgericht en kreeg in 1958 stadsrechten.

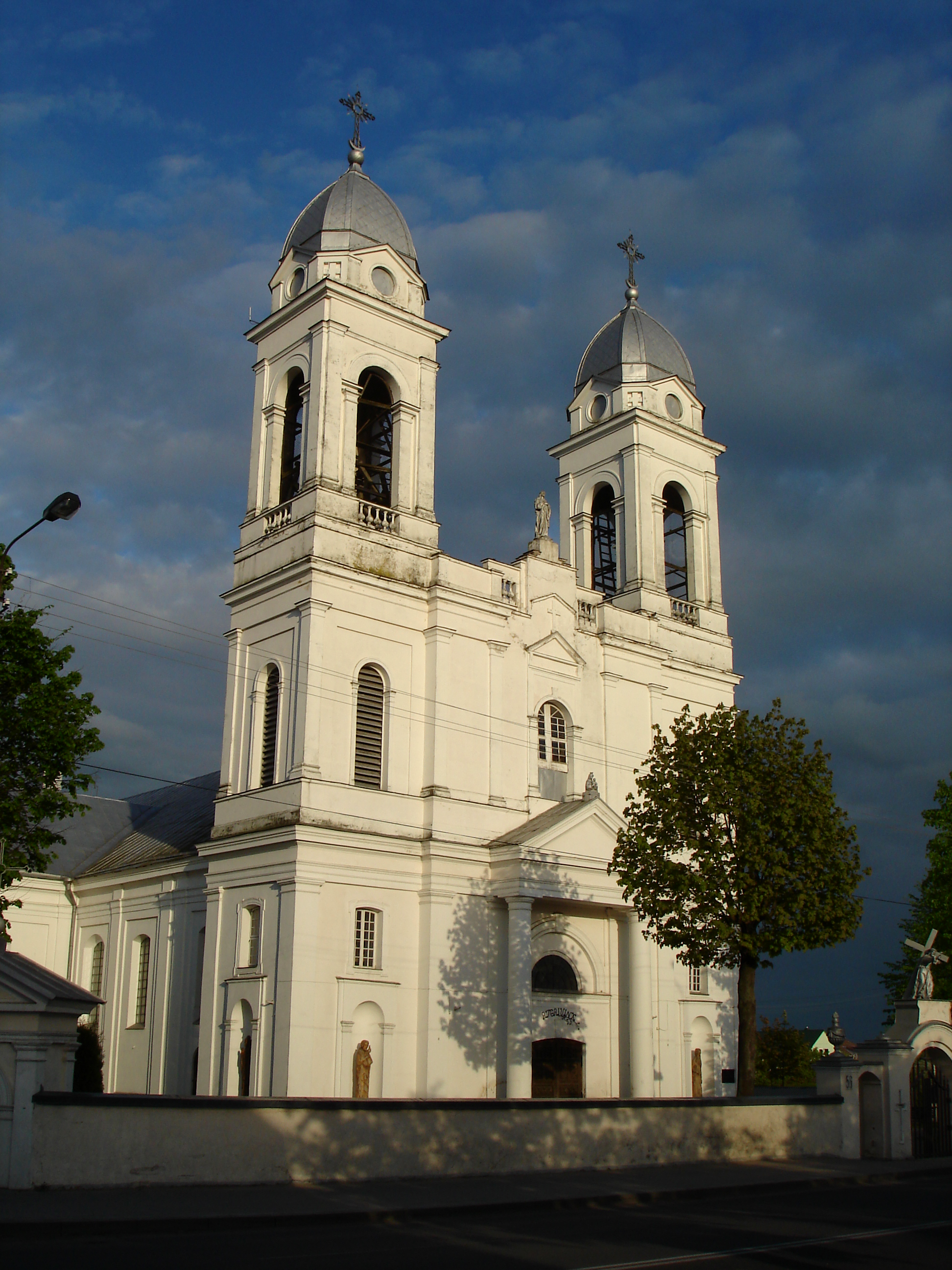
Katholieke kerk van Garliava

## Bekende inwoners
- Darius Labanauskas, professioneel darter